# حمدي باي
حمدي باي (بالتركية: Hamdi Bey)‏ هو عسكري وسياسي تركي (وحمل سابقاً جنسية الدولة العثمانية)، ولد في 1861 في Margariti Municipal Unit ‏ في اليونان، وتوفي في 1927.